# Conflitto del Siachen
Con il termine conflitto del Siachen o guerra del Siachen si indica l'insieme degli scontri su piccola scala intercorsi tra le truppe di India e Pakistan nella zona del ghiacciaio Siachen, in Kashmir, tra l'aprile del 1984 e il novembre del 2003.
Zona dove il confine tra India e Pakistan non era ben definito e quindi contesa tra le due nazioni, il ghiacciaio e le creste montuose vicine furono occupate dalle truppe indiane con un attacco a sorpresa, respingendo poi i contrattacchi delle forze pakistane; l'India si assicurò il controllo de facto di gran parte del ghiacciaio e dei tre più importanti passi montani delle montagne Saltoro (sul lato occidentale del Siachen), per un totale di circa 3000 km² di territorio. La nuova linea di frontiera stabilita sul ghiacciaio prese il nome di Actual Ground Position Line ("Linea dell'effettiva posizione sul terreno" o AGPL), e divenne la nuova linea di demarcazione tra le due nazioni, sebbene non riconosciuta come un vero e proprio confine internazionale.
Il ghiacciaio stesso varia da un'altitudine minima di 3620 m a un massimo di 5753 m, mentre le vicine montagne Saltoro (dove di fatto si svolsero la maggior parte dei combattimenti) variano tra i 5450 e i 7720 m: ciò ha spinto a considerare l'area del ghiacciaio di Siachen come "il più alto campo di battaglia della storia", nonché come il teatro dei più estremi esempi di guerra in montagna, spesso combattuta in condizioni meteo e ambientali difficilissime; entrambe le nazioni continuano a mantenere contingenti militari sui due lati della AGPL, e sporadici scontri e scaramucce sono proseguiti anche dopo la conclusione del conflitto.

## Antefatti
Fin dall'indipendenza delle due nazioni nel 1947, la regione del Kashmir fu al centro delle dispute territoriali tra India e Pakistan e causa principale dei frequenti conflitti tra di esse. Con l'accordo di Simla del 2 luglio 1972, India e Pakistan convertirono la linea del cessate il fuoco stabilita al termine della guerra del 1971 nella cosiddetta "linea di controllo": per salvaguardare le reciproche rivendicazioni territoriali, nel trattato si stabiliva che la linea non costituiva un vero e proprio confine ufficiale tra le due nazioni, anche se veniva fatto divieto di alterarla o modificarla unilateralmente. Tuttavia l'accordo di Simla non riuscì a definire completamente la divisione tra i territori controllati dalle due nazioni: la "linea di controllo" infatti finiva ufficialmente in punto indicato con le coordinate NJ9842, lasciando completamente senza demarcazione l'intera zona del ghiacciaio Siachen (lungo 75 km in direzione ovest-est e largo 4,8 km in direzione nord-sud), posto proprio in mezzo tra il punto e il confine con la Cina. La ragione di questa carenza nasceva dal fatto che, al momento del cessate il fuoco del 1949, nessuno scontro aveva avuto luogo in questa zona troppo remota, e i negoziatori non furono così in grado di stabilire una sicura linea di divisione tra i due contendenti: la vaga formula usata nell'accordo stabiliva che la linea proseguiva dopo il punto NJ9842 "verso nord fino ai ghiacciai", senza ulteriori specificazioni.

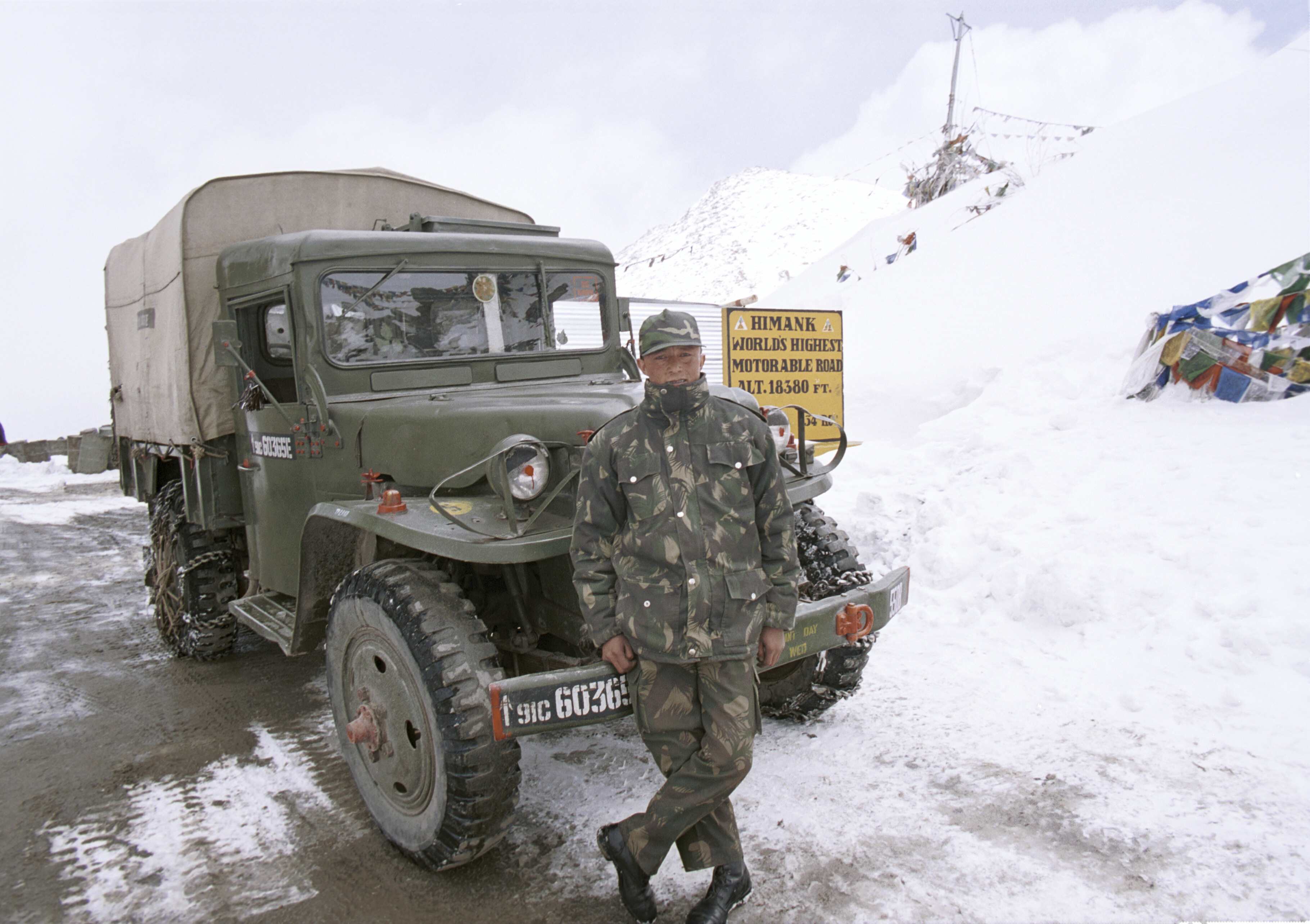
Un soldato indiano posa con il suo veicolo nei pressi del passo di Khardung La

La zona del Siachen divenne ben presto teatro della cosiddetta "Oropolitics" tra le due nazioni: sia l'India sia il Pakistan si fecero promotori di spedizioni alpinistiche internazionali nella regione, per dimostrare il loro effettivo controllo sul ghiacciaio. Già nel 1957 il Pakistan acconsentì a una spedizione britannica guidata da Eric Shipton di accedere al ghiacciaio attraverso il passo di Bilafond La (40 km a nord del punto NJ9842) per esplorare gli approcci al monte Saltoro Kangri, la cui vetta fu poi scalata da una spedizione mista pakistana e giapponese nel 1962; dal 1965 vi fu un'interruzione degli accessi a causa delle rinnovate ostilità con l'India, ma il ministero del turismo pakistano riaprì la zona agli scalatori stranieri a partire dal 1974, organizzando ben 16 spedizioni principali soprattutto nella zona del massiccio del Teram Kangri. Il Pakistan portò questa massiccia attività alpinistica come prova del suo controllo de facto sul ghiacciaio, tanto che diversi istituti cartografici (tra cui lo United States Defense Mapping Agency, oggi National Geospatial-Intelligence Agency) segnalarono l'intera area del Siachen come territorio pakistano, collegando il punto NJ9842 con una linea in direzione nord-est fino alla zona del Passo Karakorum; il governo indiano rispose con forti proteste diplomatiche, sostenendo che il Pakistan non aveva alcun diritto legale di fare sua l'area del ghiacciaio: nel 1978 una spedizione indiana guidata dal colonnello Narinder Kumar (comandante della scuola di guerra in alta montagna dell'esercito indiano) raggiunse la vetta del Teram Kangri II, mentre nel 1981 una seconda spedizione sempre guidata da Kumar scalò le vette del Saltoro Kangri e del Sia Kangri, oltre a esplorare l'Indira Col a nord del Siachen (posto sullo spartiacque tra il bacino del Tarim e l'Indo) e il passo di Bilafond La.
A partire dall'estate del 1983 entrambe le nazioni cominciarono a inviare contingenti armati nella regione del Siachen, in particolare per stabilire posti di controllo sui passi montani che garantivano l'accesso al ghiacciaio. Le condizioni di vita sul ghiacciaio erano fortemente proibitive, con temperature estive mai superiori ai -35° che scendevano anche a -60° in inverno, vento forte e frequenti bufere di neve, distese di ghiaccio e stretti crepacci che rendevano molto difficoltosi perfino gli spostamenti a piedi, e livelli di altitudine così elevati da creare forti difficoltà alle operazioni degli elicotteri (i soli mezzi in grado di rifornire gli avamposti più isolati), oltre che gravi problemi di salute per le persone non sufficientemente acclimatate; ciò nonostante, l'area di Siachen era considerata strategica da entrambi i contendenti: a parte le considerazioni politiche e diplomatiche circa il possesso di un territorio conteso, dal ghiacciaio di Siachen e dalle vicine vette della catena Saltoro era possibile controllare sul territorio indiano la sottostante valle di Nubra e i vicini passi di Khardung La e Karakorum, importanti vie di comunicazione tra il nord dell'India e la Cina occidentale, mentre dal lato pakistano si poteva minacciare la strada del Karakorum tra il paese e la Cina nel suo passaggio attraverso il passo Khunjerab.

## Il conflitto

### Operazione Meghdoot

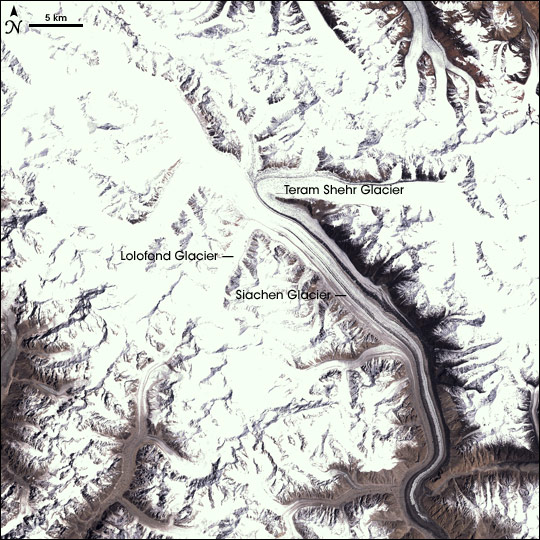
Visione dal satellite del ghiacciaio Siachen

Sia l'India sia il Pakistan rinfacciano alla controparte di essere stata la prima a inviare truppe sul ghiacciaio, e che l'intervento dei propri soldati è avvenuto in risposta alle azioni dell'altro; nell'agosto del 1983 una compagnia dello Special Services Group ("Gruppo Servizi Speciali" o SSG, l'unità di forze speciali dell'esercito pakistano) prese il controllo del passo di Bilafond La scacciandone, senza combattere, una pattuglia di soldati indiani del reggimento Ladakh Scouts (in pattugliamento di routine sul ghiacciaio), salvo poi ritirarsene spontaneamente a settembre. L'intelligence indiana cominciò a riportare notizie circa movimenti di truppe nella zona e l'ammassamento di equipaggiamento da alta montagna da parte dei pakistani, e questo, unitamente all'annuncio di una nuova spedizione alpinistica nella zona (con obiettivo la vetta del Rimo I) autorizzata dal Pakistan, spinse l'alto comando indiano a progettare la cattura dei passi d'accesso al ghiacciaio con un rapido attacco a sorpresa in aprile, prima della riapertura della stagione alpinistica della regione; piani analoghi erano in fase di discussione anche tra i pakistani, sebbene il governo di Islamabad abbia sempre smentito l'intenzione di volersi muovere per primo.
I primi ad agire furono gli indiani: il 13 aprile 1984 le truppe del generale P. N. Hoon (comandante del Comando Nord indiano di base a Udhampur) lanciarono l'operazione Meghdoot (dal nome di una poesia del poeta sanscrito Kālidāsa), e 300 soldati del Kumaon Regiment e dei Ladakh Scouts furono elitrasportati sul Siachen dai Mil Mi-17 e HAL Chetak della Bhāratīya Vāyu Senā, prendendo rapidamente possesso dei passi di Sia La, Gyong La e Bilafond La, assicurandosi così l'accesso all'intero ghiacciaio. I pakistani furono colti completamente di sorpresa: il 17 aprile due elicotteri della Pakistani Fida'iyye, in volo di ricognizione sul ghiacciaio, finirono inaspettatamente sotto il tiro delle posizioni indiane sul Sia La, il primo scontro a fuoco del conflitto; il comando delle operazioni fu assunto dal generale Zahid Ali Akbar Khan (comandante del X Corpo d'armata di base a Rawalpindi), e il 24 aprile truppe pakistane si avvicinarono al passo di Bilafond La e ingaggiarono uno scontro a fuoco con gli indiani, ma, appurato che questi occupavano posizioni migliori, si ritirarono il giorno dopo.

### Lo stallo

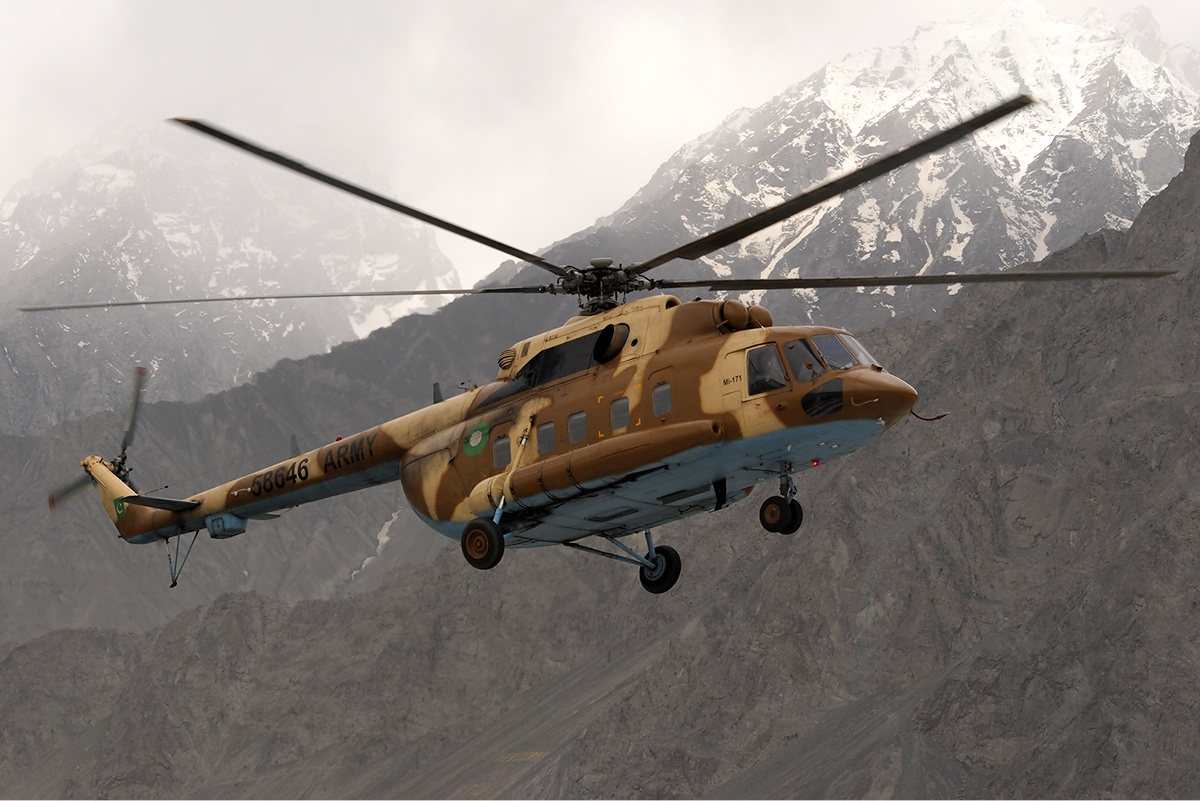
Un elicottero Mil Mi-17 dell'esercito pakistano

Entrambe le nazioni provvidero subito a inviare contingenti militari e armi pesanti nella regione: mentre i reparti si muovevano rapidamente per prendere possesso di tutti i picchi e i passi della zona nel tentativo di anticipare i rivali, bombardamenti d'artiglieria e razzi e incursioni degli elicotteri anticarro divennero questioni all'ordine del giorno. Gli scontri si frazionarono ben presto in una serie di attacchi e contrattacchi di piccole squadre per assicurarsi un picco dominante; i combattimenti erano per lo più indiretti, con una parte che cercava di rilevare le posizioni dell'altra per poi dirigervi contro il fuoco dell'artiglieria: assalti di fanteria su larga scala erano rari, anche perché l'altitudine rendeva impossibile agli uomini correre per lunghi tratti. Entrambe le nazioni dovettero far fronte alle ostili condizioni ambientali del Siachen: fu necessario introdurre nuovi equipaggiamenti per assicurare la sopravvivenza in quota delle truppe (soprattutto durante la rigida stagione invernale), nonché garantire lunghi periodi di acclimatamento alle condizioni in altitudine agli uomini prima di inviarli sul ghiacciaio; in questo gli indiani erano inizialmente più preparati, potendo contare su truppe meglio addestrate al combattimento in quota e su equipaggiamenti già testati in una recente spedizione in Antartide, ma in compenso i pakistani godevano di migliori vie d'accesso terrestri al ghiacciaio, mentre la loro controparte doveva fare più affidamento sui rifornimenti portati dagli elicotteri o lanciati dagli aerei.
Inizialmente il conflitto si sviluppò lentamente ma in maniera crescente, a mano a mano che nuove truppe e armamenti raggiungevano la zona: nel giugno del 1984 i pakistani lanciarono un nuovo attacco contro il passo di Bilafond La, mentre nel febbraio del 1985 tentarono di assalire i picchi dominanti il passo di Sia La, ma in entrambi i casi furono respinti dagli indiani, meglio posizionati. Alcuni tra i combattimenti più pesanti si svilupparono nel 1987, quando il generale pakistano Pervez Musharraf (futuro primo ministro) pianificò un'offensiva su ampia scala per respingere gli indiani dalle posizioni occupate: tra l'aprile e il giugno di quell'anno una serie di scontri prese vita attorno al "Qauid Post", un picco posto a 6 500 metri d'altitudine da cui i tiratori scelti dell'SSG pakistano tenevano sotto tiro le posizioni indiane. Un primo attacco contro il picco fu tentato il 29 maggio da una pattuglia del Jammu and Kashmir Light Infantry indiano, ma l'azione fu respinta con perdite dal fuoco delle mitragliatrici pakistane; un secondo assalto, con forze maggiori, fu tentato il 23 giugno seguente: dopo due attacchi respinti dal fuoco pakistano, il 26 giugno il Naib Subedar Bana Singh riuscì a scalare il picco con una piccola squadra e ad assaltare le postazioni pakistane, espugnandole dopo un duro combattimento corpo a corpo. Per la sua azione Bana Sing fu decorato con la Param Vir Chakra, la più alta onorificenza militare indiana e l'unica assegnata durante il conflitto.
Il 22 settembre di quello stesso anno un contingente dell'SSG fu inviato ad attaccare le posizioni nemiche sul Bilafond La: gli indiani intercettarono i radiomessaggi pakistani e individuarono il punto dove un team di alpinisti aveva steso le funi per agevolare la scalata della forza d'attacco; nella seguente imboscata diciannove tra ufficiali e soldati dell'SSG furono uccisi in combattimento. Il capitano Muhammad Iqbal Shaheed, leader della squadra dell'SSG, fu decorato alla memoria con la Hilal-i-Jur'at, la seconda più alta decorazione militare pakistana.

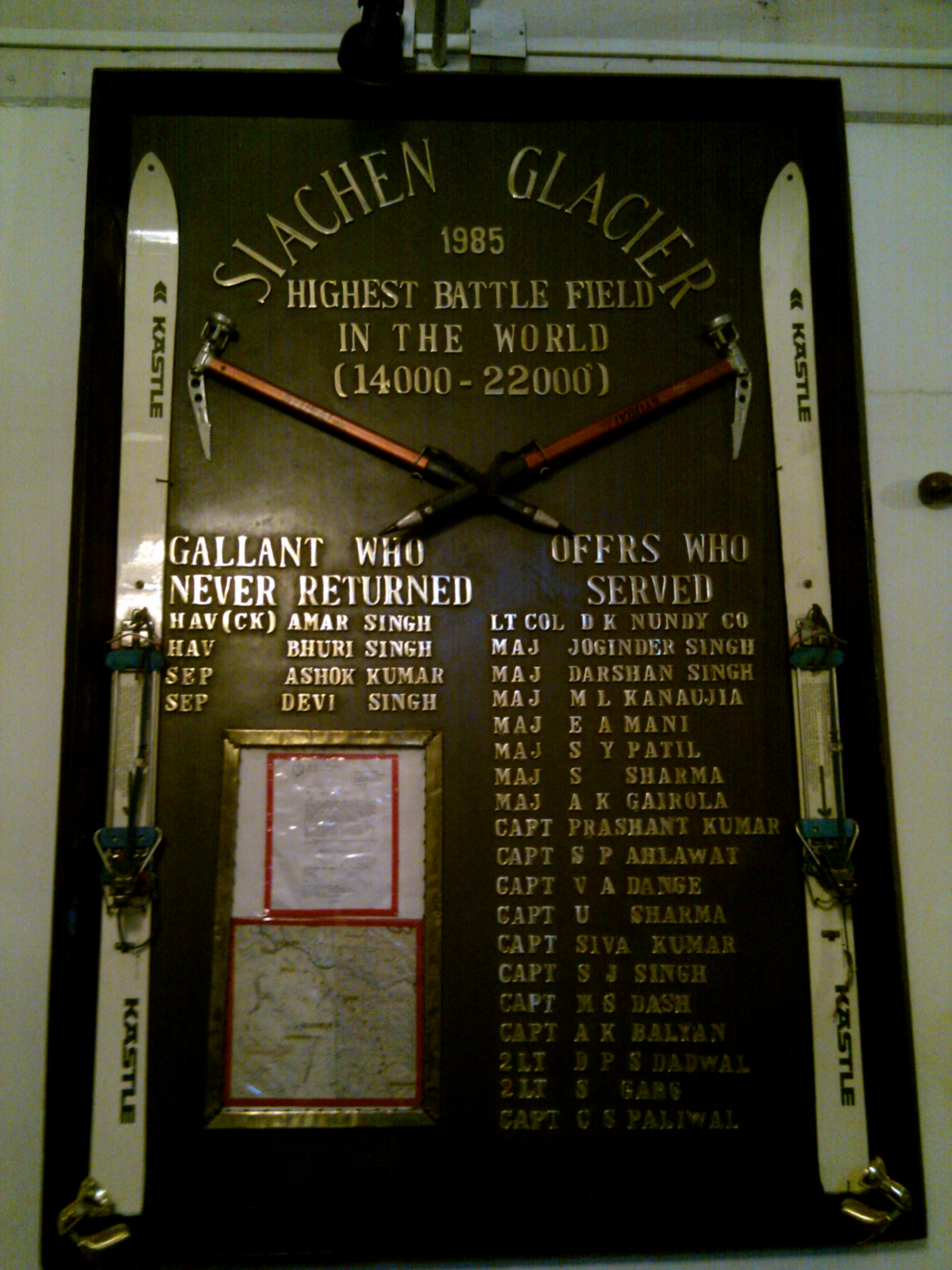
Memoriale nel quartier generale del Dogra Regiment indiano dedicato ai caduti nella zona del Siachen

Il conflitto si trasformò in una lunga guerra di posizione tra i due contendenti, e la linea del fronte subì pochi cambiamenti; nell'aprile del 1989 una serie di piccoli attacchi pakistani portò alla cattura di alcune alture nella zona del ghiacciaio Chumik (un ghiacciaio laterale del Siachen), ma in definitiva l'azione non indebolì più di tanto il controllo indiano della catena dei Saltoro. Nuove incursioni pakistane contro le posizioni indiane si ebbero nel 1990, nel 1995, nel 1996 e nei primi mesi del 1999, giusto poco prima dell'inizio del summit di Lahore tra i capi di governo dei due contendenti sulla situazione nel Kashmir; a dispetto della buona conclusione del summit, la tensione tra le due nazioni sembrò arrivare al punto di rottura nel maggio-luglio del 1999, quando truppe pakistane e guerriglieri kashmiri mussulmani sconfinarono oltre la Linea di controllo nella zona di Kargil, dando luogo a violenti scontri con gli indiani: secondo alcuni autori l'azione era stata ricalcata sul modello dell'operazione Meghdoot, allo scopo di catturare terreno da scambiare poi con le conquiste indiane nella zona di Siachen. Lo stato di tensione si attenuò sul finire di luglio, quando l'esercito indiano riprese le posizioni perdute e le truppe pakistane ripiegarono sulle zone di partenza.

## Conseguenze
Dopo lunghe negoziazioni, il 23 novembre 2003 i pakistani proposero un cessate il fuoco che mantenesse inalterata l'attuale posizione occupata dai due schieramenti sul terreno, proposta subito accettata dagli indiani; la linea del fronte prese il nome di "Actual Ground Position Line" e divenne de facto la nuova linea di demarcazione tra le due nazioni, prolungamento verso nord della Linea di controllo: il tracciato seguiva il percorso (da nord a sud) confine cinese - Indira Col - passo di Sia La - Saltoro Kangri I - passo di Bilafond La - K12 - passo di Gyong La - punto NJ9842, lasciando all'incirca 3000 km² di territorio sotto controllo indiano. Sebbene combattuto a bassa intensità, il conflitto era stato costoso per entrambe le parti: sia l'India sia il Pakistan hanno rifiutato di emettere cifre ufficiali, ma le stime contano tra i 2 500 e i 5 000 caduti complessivi tra le due parti, di cui almeno il 90% causato da frane e valanghe, dalle condizioni ambientali o da malattie dovute all'altitudine; da un punto di vista monetario, complessivamente le due nazioni spesero tra i 182 e i 438 milioni di dollari all'anno per portare avanti i combattimenti sul ghiacciaio.
A partire dal 2004, anche in considerazione del nuovo clima di distensione tra le due nazioni, i contingenti militari dislocati nella regione del Siachen furono progressivamente ridotti, anche se almeno un battaglione per parte (1 200 uomini) staziona ancora nei 120-150 avamposti dislocati tutto intorno alla AGPL; sebbene scaramucce e occasionali scambi di colpi siano continuati anche dopo, non si sono registrate gravi violazioni del cessate il fuoco. Tentativi di sistemare politicamente la situazione della regione tuttavia non ebbero esito: contatti diplomatici per portare a una definizione ufficiale della linea di demarcazione tra i territori controllati dalle due nazioni, come pure per la trasformazione del ghiacciaio Siachen in una zona demilitarizzata, non portarono a niente a causa dell'ostilità e della mancanza di fiducia dei rispettivi ambienti militari. Il 12 giugno 2005 Manmohan Singh divenne il primo capo di governo indiano a visitare la regione del Siachen, imitando un'analoga visita fatta qualche anno prima dalla sua omologa pakistana Benazir Bhutto; nel 2007 il presidente dell'India Abdul Kalam divenne il primo capo di stato a visitare il ghiacciaio. Dal settembre del 2007 l'India riaprì la regione alle spedizioni alpinistiche civili (sebbene sotto accompagnamento militare), imitata dal Pakistan poco dopo.